# Německá demokratická republika na Letních olympijských hrách 1988
Německá demokratická republika na Letních olympijských hrách 1988 v jihokorejském Soulu reprezentovala výprava 259 sportovců (157 mužů a 102 žen) v 16 sportech.

## Medailisté
| Medaile | Jméno | Sport                | Disciplína                              |
| ------- | --- | -------------------- | --------------------------------------- |
| Zlato   | Ulf Timmermann | Atletika             | Muži vrh kouli                          |
| Zlato   | Jürgen Schult | Atletika             | Muži hod diskem                         |
| Zlato   | Christian Schenk | Atletika             | Muži desetiboj                          |
| Zlato   | Sigrun Wodarsová | Atletika             | Ženy běh na 800 m                       |
| Zlato   | Martina Hellmannová | Atletika             | Ženy hod diskem                         |
| Zlato   | Petra Felkeová | Atletika             | Ženy hod oštěpem                        |
| Zlato   | Andreas Zülow | Box                  | Muži lehká váha do 60 kg                |
| Zlato   | Henry Maske | Box                  | Muži váha střední do 75 kg              |
| Zlato   | Olaf Heukrodt | Kanoistika           | Muži C1 500 m                           |
| Zlato   | Birgit Fischerová Anke Nothnagel | Kanoistika           | Ženy K2 500 m                           |
| Zlato   | Heike Singer Birgit Fischerová Anke Nothnagel Ramona Portwich                                                                             | Kanoistika           | Ženy K4 500 m                           |
| Zlato   | Lutz Heßlich | Cyklistika           | Muži 1000 m sprint                      |
| Zlato   | Olaf Ludwig | Cyklistika           | Muži silniční závod jednotlivců         |
| Zlato   | Jan Schur Uwe Ampler Mario Kummer Maik Landsmann                                                                                          | Cyklistika           | Muži časovka družstev                   |
| Zlato   | Holger Behrendt | Sportovní gymnastika | Muži kruhy                              |
| Zlato   | Thomas Lange | Veslování            | Muži skif                               |
| Zlato   | Roland Schröder Ralf Brudel Olaf Förster Thomas Greiner                                                                                   | Veslování            | Muži čtyřka bez kormidelníka            |
| Zlato   | Hendrik Reiher Karsten Schmeling Bernd Eichwurzel Frank Klawonn Bernd Niesecke                                                            | Veslování            | Muži čtyřka s kormidelníkem             |
| Zlato   | Jutta Behrendtová | Veslování            | Ženy skif                               |
| Zlato   | Birgit Peterová Martina Schröterová | Veslování            | Ženy dvojskif                           |
| Zlato   | Jana Sorgersová Kerstin Försterová Kristina Mundtová Beate Schrammová                                                                     | Veslování            | Ženy párová čtyřka                      |
| Zlato   | Birte Siech Martina Walther Gerlinde Doberschütz Carola Hornig Sylvia Rose                                                                | Veslování            | Ženy čtyřka s kormidelníkem             |
| Zlato   | Ute Wagner-Stange Ute Wild Judith Zeidler Daniela Neunast Beatrix Schröer Annegret Strauchová Ramona Balthasar Kathrin Haacker Anja Kluge | Veslování            | Ženy osmiveslice                        |
| Zlato   | Axel Wegner | Sportovní střelba    | Muži skeet                              |
| Zlato   | Uwe Dassler | Plavání              | Muži 400 m volný způsob                 |
| Zlato   | Kristin Ottová | Plavání              | Ženy 50 m volný způsob                  |
| Zlato   | Kristin Ottová | Plavání              | Ženy 100 m volný způsob                 |
| Zlato   | Heike Friedrich | Plavání              | Ženy 200 m volný způsob                 |
| Zlato   | Kristin Ottová | Plavání              | Ženy 100 m znak                         |
| Zlato   | Silke Hörner | Plavání              | Ženy 200 m prsa                         |
| Zlato   | Kristin Ottová | Plavání              | Ženy 100 m motýlek                      |
| Zlato   | Kathleen Nord | Plavání              | Ženy 200 m motýlek                      |
| Zlato   | Daniela Hunger | Plavání              | Ženy 200 m polohový závod               |
| Zlato   | Manuela Stellmach Daniela Hunger Katrin Meissner Kristin Ottová                                                                           | Plavání              | Ženy štafeta 4 × 100 m volný způsob     |
| Zlato   | Birte Weigang Silke Hörner Katrin Meissner Kristin Ottová                                                                                 | Plavání              | Ženy štafeta 4 × 100 m polohový závod   |
| Zlato   | Joachim Kunz | Vzpírání             | Muži do 67½ kg                          |
| Zlato   | Thomas Flach Bernd Jäkel Jochen Schümann                                                                                                  | Jachting             | Muži třída Soling                       |
| Stříbro | Ronald Weigel | Atletika             | Muži chůze 20 km                        |
| Stříbro | Ronald Weigel | Atletika             | Muži chůze 50 km                        |
| Stříbro | Torsten Voss | Atletika             | Muži desetiboj                          |
| Stříbro | Petra Müllerová | Atletika             | Ženy běh na 400 m                       |
| Stříbro | Christine Wachtelová | Atletika             | Ženy běh na 800 m                       |
| Stříbro | Gloria Siebertová | Atletika             | Ženy 100 m překážek                     |
| Stříbro | Silke Möllerová Kerstin Behrendtová Marlies Göhrová Ingrid Langeová                                                                       | Atletika             | Ženy štafeta 4 × 100 m                  |
| Stříbro | Heike Drechslerová | Atletika             | Ženy skok daleký                        |
| Stříbro | Kathrin Neimkeová | Atletika             | Ženy vrh kouli                          |
| Stříbro | Diana Ganskyová | Atletika             | Ženy hod diskem                         |
| Stříbro | Sabine Johnová | Atletika             | Ženy sadmiboj                           |
| Stříbro | Andreas Tews | Box                  | Muži Váha muší do 51 kg                 |
| Stříbro | Andreas Stähle | Kanoistika           | Muži K1 500 m                           |
| Stříbro | Jörg Schmidt | Kanoistika           | Muži C1 1000 m                          |
| Stříbro | Olaf Heukrodt Ingo Spelly | Kanoistika           | Muži C2 1000 m                          |
| Stříbro | Birgit Fischerová | Kanoistika           | Ženy K1 500 m                           |
| Stříbro | Carsten Wolf Steffen Blochwitz Roland Hennig Dirk Meier                                                                                   | Cyklistika           | Muži 4000 m stíhací závod (družstva)    |
| Stříbro | Christa Rothenburgerová | Cyklistika           | Ženy sprint                             |
| Stříbro | Udo Wagner | Šerm                 | Muži fleret - jednotlivci               |
| Stříbro | Sylvio Kroll | Sportovní gymnastika | Muži přeskok                            |
| Stříbro | Ralf Büchner Holger Behrendt Ulf Hoffmann Sylvio Kroll Sven Tippelt Andreas Wecker                                                        | Sportovní gymnastika | Družstvo mužů                           |
| Stříbro | Dagmar Kersten | Sportovní gymnastika | Ženy bradla                             |
| Stříbro | Sven Loll | Judo                 | Muži do 71 kg                           |
| Stříbro | Henry Stöhr | Judo                 | Muži nad 95 kg                          |
| Stříbro | Mario Streit Detlef Kirchhoff René Rensch                                                                                                 | Veslování            | Muži dvojka s kormidelníkem             |
| Stříbro | Ralf Schumann | Sportovní střelba    | Muži 25 metrů rychlopalná pistole       |
| Stříbro | Frank Baltrusch | Plavání              | Muži 200 m znak                         |
| Stříbro | Patrick Kühl | Plavání              | Muži 200 m polohový závod               |
| Stříbro | Steffen Zesner Uwe Dassler Thomas Flemming Sven Lodziewski                                                                                | Plavání              | Muži štafeta 4 × 200 m volný způsob     |
| Stříbro | Heike Friedrich | Plavání              | Ženy 400 m volný způsob                 |
| Stříbro | Astrid Strauss | Plavání              | Ženy 800 m volný způsob                 |
| Stříbro | Katrin Zimmermann | Plavání              | Ženy 200 m znak                         |
| Stříbro | Birte Weigang | Plavání              | Ženy 100 m motýlek                      |
| Stříbro | Birte Weigang | Plavání              | Ženy 200 m motýlek                      |
| Stříbro | Ingo Steinhöfel | Vzpírání             | Muži do 75 kg                           |
| Bronz   | Jens-Peter Herold | Atletika             | Muži běh na 1 500 m                     |
| Bronz   | Hansjörg Kunze | Atletika             | Muži běh na 5 000 m                     |
| Bronz   | Hartwig Gauder | Atletika             | Muži chůze na 50 km                     |
| Bronz   | Heike Drechslerová | Atletika             | Ženy běh na 100 m                       |
| Bronz   | Heike Drechslerová | Atletika             | Ženy běh na 200 m                       |
| Bronz   | Katrin Dörreová | Atletika             | Ženy maratonský běh                     |
| Bronz   | Ellen Fiedlerová | Atletika             | Ženy 400 m překážek                     |
| Bronz   | Dagmar Neubauer-Rübsam Sabine Buschová Kirsten Emmelmannová Petra Müllerová                                                               | Atletika             | Ženy štafeta 4 × 400 m                  |
| Bronz   | Beate Kochová | Atletika             | Ženy hod oštěpem                        |
| Bronz   | Anke Veter-Behmer | Atletika             | Ženy sedmiboj                           |
| Bronz   | André Wohllebe | Kanoistika           | Muži K1 1000 m                          |
| Bronz   | André Wohllebe Hans-Jörg Bliesener Kay Bluhm Andreas Stähle                                                                               | Kanoistika           | Muži K4 1000 m                          |
| Bronz   | Bernd Dittert | Cyklistika           | Muži 4000 m stíhací závod (jednotlivci) |
| Bronz   | Holger Behrendt | Sportovní gymnastika | Muži hrazda                             |
| Bronz   | Sven Tippelt | Sportovní gymnastika | Muži bradla                             |
| Bronz   | Sven Tippelt | Sportovní gymnastika | Muži kruhy                              |
| Bronz   | Ulrike Klotz Bettina Schieferdecker Dörte Thümmler-Pawlak Gabriele Fähnrich Martina Jentsch Dagmar Kersten                                | Sportovní gymnastika | Družstvo žen                            |
| Bronz   | Torsten Bréchôt | Judo                 | Muži do 78 kg                           |
| Bronz   | Steffen Zühlke Steffen Bogs Heiko Habermann Jens Köppen                                                                                   | Veslování            | Muži párová čtyřka                      |
| Bronz   | Uwe Dassler | Plavání              | Muži 1500 m volný způsob                |
| Bronz   | Steffen Zesner Thomas Flemming Lars Hinneburg Dirk Richter                                                                                | Plavání              | Muži 4 × 100 m volný způsob             |
| Bronz   | Katrin Meissner | Plavání              | Ženy 50 m volný způsob                  |
| Bronz   | Manuela Stellmach | Plavání              | Ženy 200 m volný způsob                 |
| Bronz   | Anke Möhring | Plavání              | Ženy 400 m volný způsob                 |
| Bronz   | Cornelia Sirch | Plavání              | Ženy 100 m znak                         |
| Bronz   | Cornelia Sirch | Plavání              | Ženy 200 m znak                         |
| Bronz   | Silke Hörner | Plavání              | Ženy 100 m prsa                         |
| Bronz   | Daniela Hunger | Plavání              | Ženy 400 m polohový závod               |
| Bronz   | Ronny Weller | Vzpírání             | Muži do 110 kg                          |
| Bronz   | Andreas Schröder | Zápas                | muži, volný styl do 130 kg              |